# 충숙공 이상길 묘역
충숙공 이상길 묘역(忠肅公 李尙吉 墓域)은 조선 중기의 문신 충숙공 이상길의 묘역이다. 서울특별시 노원구 하계동에 있으며, 1988년 4월 20일 서울특별시의 유형문화재 제70호로 지정되었다.

## 개요
신도비란 임금이나 고관의 평생업적을 기록하여 그의 묘앞에 세워두는 것으로, 이 비는 조선 중기의 문신인 이상길 선생의 공적을 기리고 있다.
이상길 선생은 선조 18년(1585) 문과에 급제하여 벼슬길에 올랐다. 인조 때에는 공조판서를 지내기도 하였으며, 인조 14년(1636) 병자호란이 일어나자 조정의 명을 받아 영위사가 되어 80세의 노령에도 불구하고 강화도에 들어갔다. 이듬해 청나라 군대가 강화도로 몰려오자 아들에게 뒷일을 부탁한 뒤 스스로 목을 매어 생을 마쳤다. 이러한 그의 충절을 기려 '충숙공(忠肅公)'이라는 시호가 내려졌고 좌의정에 추증되었다.
비는 사각의 받침돌 위로 비몸을 세우고, 지붕돌을 얹은 모습으로, 조선 중기의 양식이 그대로 나타나 있다. 비문은 성균관제주였던 송시열이 짓고, 글씨는 송준길이 썼다.

## 사진

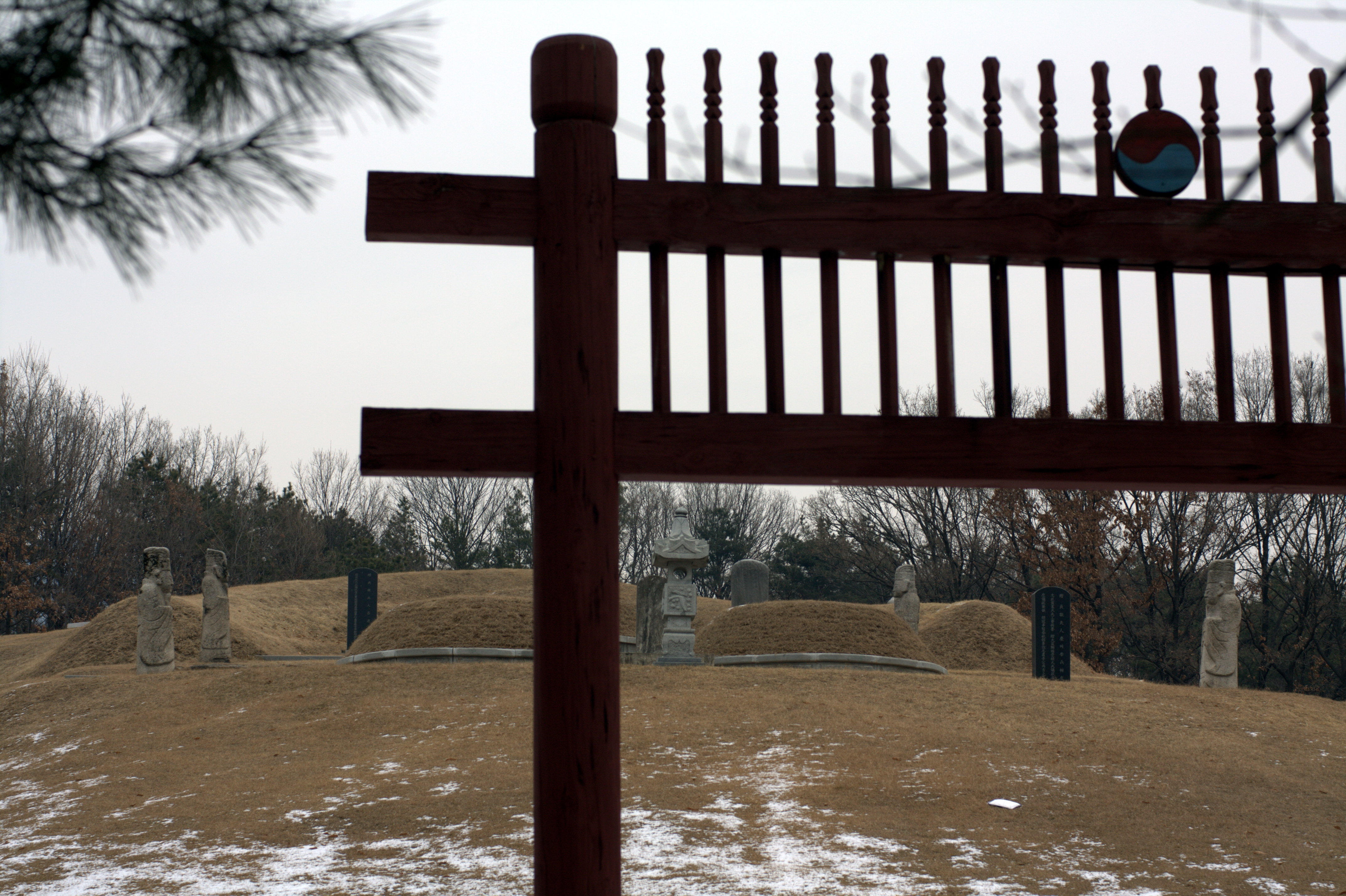
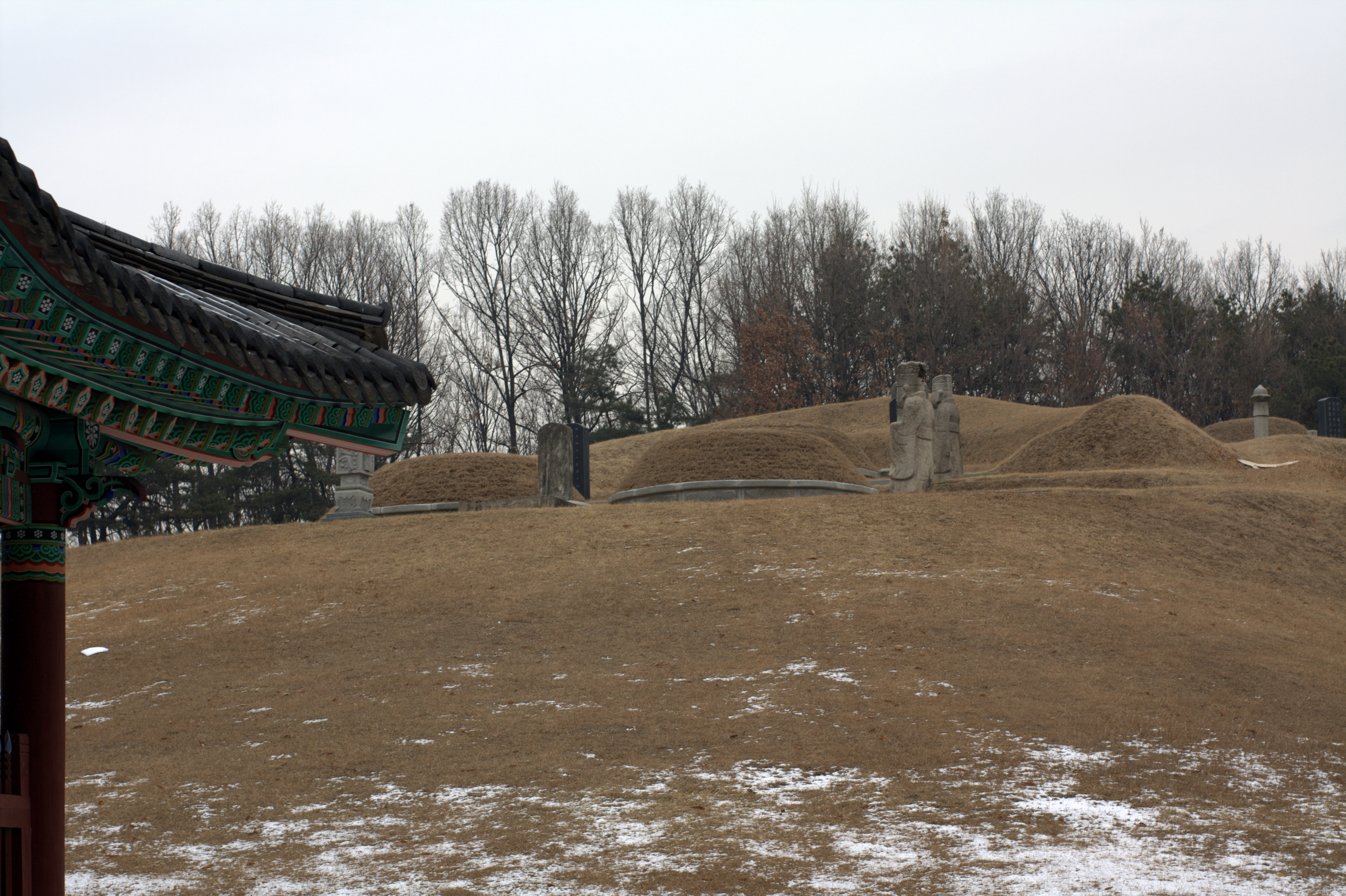

## 참고 자료
- 충숙공 이상길 묘역 - 국가유산청 국가유산포털

 본 문서에는 서울특별시에서 지식공유 프로젝트를 통해 퍼블릭 도메인으로 공개한 저작물을 기초로 작성된 내용이 포함되어 있습니다.